# Frank Hornby
Frank Hornby (Maghull, 15 de maio de 1863 — Maghull, 21 de setembro de 1936) foi um inventor, empresário e político inglês. Foi visionário no desenvolvimento e fabricação de brinquedos, e embora não tivesse treinamento formal em engenharia, foi responsável pela invenção e produção de três das mais populares linhas de brinquedos baseados em princípios de engenharia no século XX: Meccano, Hornby e Dinky Toys.

## Biografia
Nascido a 15 de Maio de 1863 no número 77 de Copperas Hill, Liverpool, Inglaterra, Hornby era filho de John Oswald Hornby, um comerciante, e da sua esposa Martha Hornby. Aos dezasseis anos, Hornby abandonou a escola e começou a trabalhar na caixa registadora do negócio do pai. No dia 15 de Janeiro de 1887, casou com a professora Clara Walker Godefroy, filha de um funcionário de alfândega, com quem teve dois filhos, Roland e Douglas, e uma filha, Patricia. Quando o seu pai morreu, em 1899, a loja do seu pai fechou e Hornby começou a trabalhar como escriturário para David Hugh Elliot, que possuía um negócio de importação de carnes em Liverpool.
Após experimentar novas ideias em casa, Hornby começou a fazer brinquedos para os seus filhos em 1899 com peças que cortou de metal laminado. Construiu modelos de pontes, camiões e gruas, apesar de que as peças de que eram feitas não fossem intercambiáveis. O maior avanço ocorreu quando Hornby se apercebeu de que se fizesse peças separadas, intercambiáveis, que pudessem ser aparafusadas juntas, qualquer modelo poderia ser construido a partir dos mesmos componentes. O passo chave da invenção foi a compreensão de que perfurações normais nas peças estruturais podiam ser utilizadas, não só para as unir com porcas e parafusos, mas também para actuarem como eixos. Isto resultou na simplificação da construção de mecanismos complexos. Hornby começou a fazer tiras de metal à mão, a partir de folhas de cobre. As tiras tinham meia polegada de largura, com buracos para parafusos espaçados em intervalos de meia polegada. Inicialmente, ele próprio fez as porcas e os parafusos, mas encontrou brevemente uma fonte de abastecimento alternativa.
No final de 1900, Hornby já tinha construído um conjunto de partes que considerou serem de valor para comercializar. Foi aconselhado a patentear a sua invenção em Janeiro de 1901, como "Melhorias em brinquedos ou dispositivos de educação para crianças e jovens", mas so depois de pedir emprestadas cinco libras ao seu patrão, David Elliot, para cobrir os custos da patente. Durante o ano de 1901, Hornby começou a procurar empresas que pudessem manufacturar o seu produto, mas este não tinha um bom acabamento e não atraia muitas atenções. Tendo que sustentar a sua família com o pequeno salário que recebia, Hornby não tinha muito tempo para tentar vender a sua invenção. Felizmente, o seu patrão viu potencial no trabalho de Hornby e ofereceu-lhe instalações vazias perto do escritório, onde ele trabalhou nas suas ideias. Com esta acção, Elliot e Hornby tornaram-se parceiros de negócios.

### Mecânica Fácil
Hornby chamava agora ao seu brinquedo "Mecânica Fácil" e depois de receber o aval positivo do Professor Henry Selby Hele-Shaw, então Diretor do Departamento de Engenharia da Universidade de Liverpool, Hornby conseguiu garantir contratos com fabricantes para que estes fornecessem peças dos seus jogos de construção. Com a ajuda financeira do seu parceiro, os  jogos "Mecânica Fácil" foram postos à venda em 1902. Cada jogo possuía dezasseis peças diferentes com um panfleto para explicar a construção dos doze modelos. Em 1903, 1500 jogos foram vendidos, apesar de não ter sido feito nenhum lucro. Novas peças foram introduzidas continuamente, e em 1904, seis jogos estavam disponiveis, em caixas de estanho, com instruções em inglês e francês. Em 1905 dois novos jogos foram introduzidos, e em 1906 um pequeno lucro foi ganho pela primeira vez.
Em 1907, os fornecedores de peças de Hornby não conseguiam atender à demanda. Isto levou Hornby a pedir demissão do seu emprego com Elliot e a encontrar instalações adequadas para começar a fabricação das suas próprias peças. Assegurou um arrendamento de três anos numa oficina em Duke Street, Liverpool, e com a ajuda de um empréstimo dado a Hornby e Elliot para máquinas e salários, começaram a fabricar as suas próprias peças em Junho de 1907.

### Anos finais
Na década de 1930, Hornby tinha-se tornado um milionário. Em 1931, entrou na política e foi eleito membro do parlamento do Partido Conservador pelo eleitorado de Liverpool Everton, deixando a administração da sua empresa aos seus co-diretores e trabalhadores. Mas não ficou na Política por muito tempo - deixou o seu lugar no Parlamento antes das eleições gerais de 1935.
Hornby morreu de doença cardíaca crônica, complicada por diabetes, em Maghull, perto de Liverpool, no dia 21 de Setembro de 1936. Está enterrado no cemitério de St. Andrews Church, Maghull. O seu filho mais velho, Roland, herdou o seu lugar como presidente da Meccano Ltd. 
O legado de Hornby vive até aos dias de hoje, com milhares de entusiastas em todo o mundo a ainda construirem modelos Meccano, brincarem com ferromodelos Hornby e a coleccionarem Dinky Toys.